# Brosses
Brosses é uma comuna francesa na região administrativa de Borgonha-Franco-Condado, no departamento de Yonne. Estende-se por uma área de 19,85 km². Em 2010 a comuna tinha 307 habitantes (densidade: 15,5 hab./km²).